# آمي توميتي
آمي توميتي (باليابانية: 冨手麻妙) ممثلة يابانية.

## اعمالها

### أفلام
- شينجوكو سوانغ (2015) - بدور كاؤري.
- شخص ما (2016)

### مسلسلات
- المخرج العاري